# Cal Rayborn
Calvin Lee „Cal“ Rayborn II (San Diego (Californië), 20 februari 1940 - Auckland, 29 december 1973) was een Amerikaans motorcoureur.

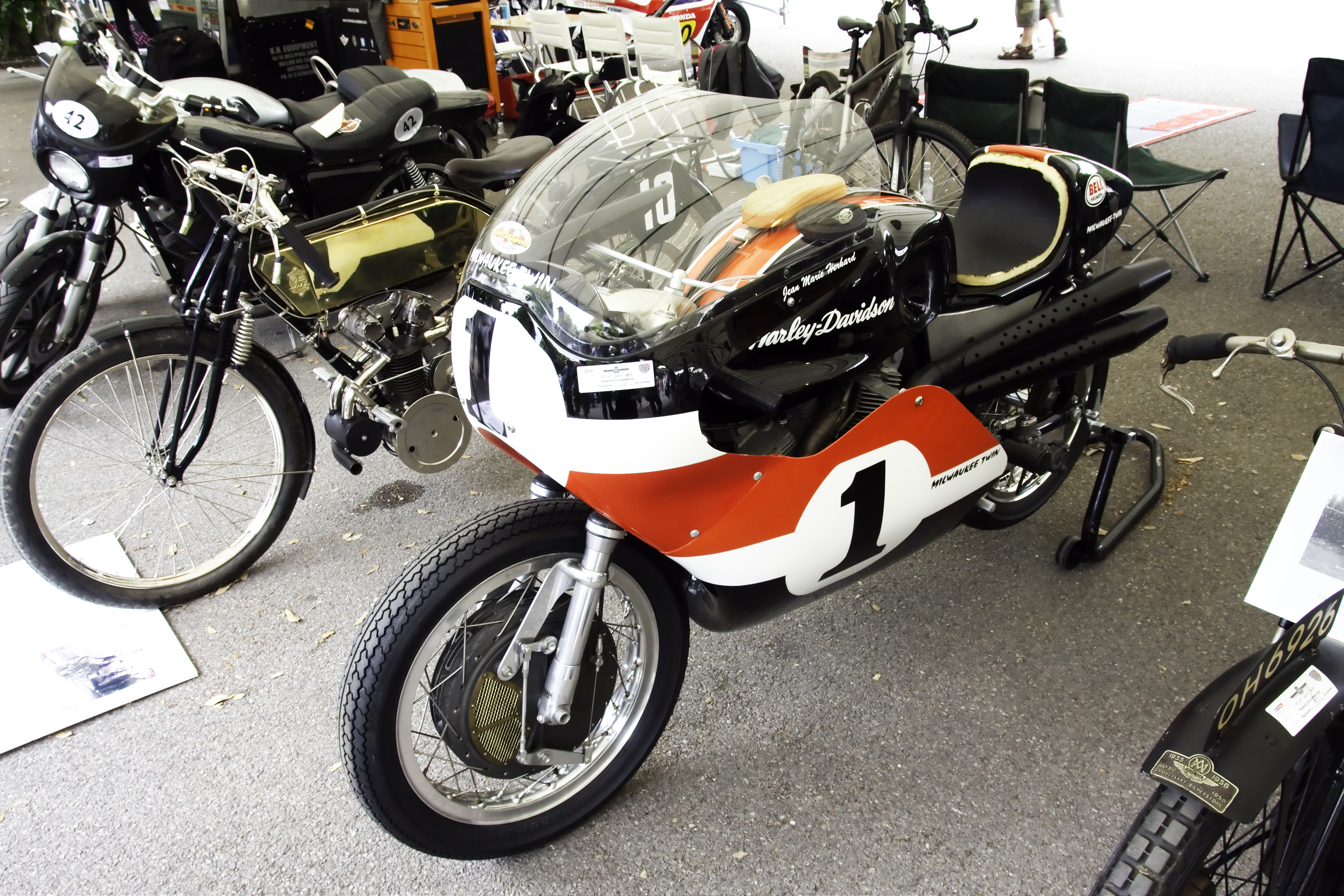
Harley-Davidson racer uit 1973

Op zijn achtste jaar reed Cal Rayborn voor het eerst met een motorfiets en hij verdiende enige tijd zijn brood als motorkoerier. In de late jaren vijftig leerde hij bij een dragrace Don Vesco kennen. Ze raakten bevriend en Vesco zou nog lang de motoren van Rayborn tunen. Cal Rayborn nam deel aan dirttrackraces in Zuid-Californië en in 1964 werd hij beroepscoureur in het AMA-kampioenschap. Daarin kwamen coureurs tegen elkaar uit in vier baansportdisciplines en in wegraces. Vooral in de wegraces bleek Cal Rayborn goed uit de voeten te kunnen. In 1966 won hij de eerste AMA-National race in Carlsbad (Californië). Hij werd opgenomen in het fabrieksteam van Harley-Davidson. Zowel in 1968 als 1969 won hij de Daytona 200. In 1970 reed hij op de Bonneville-zoutvlakte twee wereldsnelheidsrecords. In 1972 leverde hij een uitstekende prestatie tijdens de Anglo-American Match Races. Deze races werden in het paasweekend gehouden op drie circuits: Brands Hatch, Mallory Park en Oulton Park in totaal zes manches, waarbij de punten aan de teams verstrekt werden. Rayborn had geen enkele ervaring op Europese circuits en zijn Harley-Davidson KR was hopeloos verouderd, maar net als de Brit Ray Pickrell (Triumph Trident) werd hij drie keer eerste en drie keer tweede. 
Hoewel Harley-Davidson met kopklepmotoren nog probeerde weerstand te bieden aan de buitenlandse motorfietsen, was het eind 1973 wel duidelijk dat dit merk hem niet meer van een competitieve motorfiets kon voorzien. Zelfs de Britse driecilinders van Triumph en BSA waren niet meer opgewassen tegen de tweetaktmotoren van Yamaha, Kawasaki en Suzuki. 
Cal Rayborn ging naar Nieuw-Zeeland, waar hij op de Pukekohe Park Raceway deelnam aan een F 5000 autorace. Toen hem een Suzuki TR 500 aangeboden werd besloot hij op het laatste moment om ook deel nemen aan een motorrace. Rayborn had geen ervaring met tweetakten en mogelijk was dat de oorzaak van zijn val, maar ooggetuigen meldden ook dat het achterwiel blokkeerde, waarschijnlijk door een vastloper. Rayborn vloog tegen de vangrail en werd daardoor gedood. 
Cal Rayborn liet zijn echtgenote Jackie en twee kinderen achter. In 1999 werd hij opgenomen in de Motorcycle Hall of Fame van de AMA. 